# Alberto Cambiaghi
Alberto Cambiaghi (Vimercate, 3 dicembre 1963) è un ex calciatore italiano, di ruolo attaccante.
È il padre di Michela, anch'ella calciatrice.

## Carriera
Cresce calcisticamente nelle giovanili del Milan, approdando poi in prima squadra, senza scendere mai in campo in incontri di campionato, ma disputando nella stagione 1981-1982 una partita di Coppa Italia e l'incontro conclusivo della Mitropa Cup contro i cecoslovacchi del Vítkovice segnando anche un gol.
Prosegue quindi la carriera in Serie C, con l'eccezione del periodo dal 1988 al 1992, quando disputa 115 presenze (con 12 reti all'attivo) in Serie B con la maglia del Messina.

## Palmarès

### Club

#### Competizioni internazionali
- Coppa Mitropa: 1

Milan: 1981-1982